# Velodromo Umberto I
Velodromo Umberto I a fost un velodrom și stadion de fotbal din Torino. Construit în 1895 și denumit astfel în onoarea regelui Umberto I al Italiei, a fost inițial velodrom, dar din 1898 a devenit stadion de fotbal.
A avut o capacitate medie, suficientă pentru acea perioadă. Între anii 1900-1904 a fost stadionul echipei F.B.C. Torinese⁠(en)[traduceți], între 1904-1906 al clubului FC Juventus Torino, iar între 1904-1910 al clubului Torino FC.
Stadionul a fost demolat în 1917.

## Legături externe
- it „Scheda su MuseoTorino.it”. Parametru necunoscut |editore= ignorat (ajutor)